# Alfarnatejo
Alfarnatejo es un municipio español de la provincia de Málaga, Andalucía. Limita al norte y este con el municipio de Alfarnate, al sur con los municipios de Periana y Riogordo, y al oeste con el municipio de Colmenar.
El núcleo de población está situado a 898 metros de altura. El término de terreno accidentado, se encuentra rodeado por el pico de Chamizo (1637 m), el del Gallo (1356 m) y el Vilo (1412 m). En el municipio están los Altos del Fraile (1222 m) y de Doña Ana (1188 m). Su población en 2018 era de 394 habitantes.
El río Sabar atraviesa el municipio y son varios los arroyos que riegan sus tierras. La principal fuente es la de la Teja, que abastece de agua a la población.

## Como llegar
Alfarnatejo está situado al noroeste de la comarca de la Axarquía, a 50 kilómetros aproximadamente de Málaga capital. Para llegar en coche a este pueblo de interior desde la capital de la Costa del Sol, la opción más aconsejable es tomar la autovía A-45 (N-331). Tras dejar atrás la localidad de Casabermeja, hay que continuar por la A-356 en dirección a Colmenar, y a 8,5 kilómetros girar hacia la carretera A-7204 primero para acceder a la A-4152 después. Finalmente, hay que seguir por la MA-4102, que conduce directamente a Alfarnatejo.
Otra opción es tomar la autovía del Mediterráneo (A-7) hasta el desvío a Vélez-Málaga. En ese punto se deberá continuar por la carretera A-335 hasta El Cruce, de donde parte la A-7204 en dirección a Periana. Desde aquí se llega a Alfarnatejo a través de la MA-4102.

## Geografía humana

### Demografía
Cuenta con una población de 371 habitantes (INE 2024).
| Gráfica de evolución demográfica de Alfarnatejo entre 1842 y 2021                                                     |
| |
| Población de derecho según los censos de población del INE. Población de hecho según los censos de población del INE. |

### Economía

#### Evolución de la deuda viva municipal
| Gráfica de evolución de Deuda viva del Ayuntamiento de Alfarnatejo entre 2008 y 2019                                |
| |
| Deuda viva del Ayuntamiento de Alfarnatejo en miles de Euros según datos del Ministerio de Hacienda y Ad. Públicas. |

## Política y administración

### Resultado de las elecciones municipales de 2023
| Candidatura     | Candidatura                              | Votos | %                               | Escaños                         |
| --------------- | ---------------------------------------- | ----- | ------------------------------- | ------------------------------- |
|                 | Partido Socialista Obrero Español (PSOE) | 158   | 58,74                           | 4                               |
|                 | Partido Popular (PP)                     | 105   | 39,03                           | 3                               |
| Votos en blanco | Votos en blanco                          | 6     | 2,23                            | n/a                             |
| Votos válidos   | Votos válidos                            | 269   | 100                             | 7                               |
| Votos nulos     | Votos nulos                              | 6     | Participación: \| \| 86,21 % \| | Participación: \| \| 86,21 % \| |
| Votantes        | Votantes                                 | 275   | Participación: \| \| 86,21 % \| | Participación: \| \| 86,21 % \| |
| Electores       | Electores                                | 319   | Participación: \| \| 86,21 % \| | Participación: \| \| 86,21 % \| |
|                 | 86,21 %                                  |       |                                 |                                 |

| Periodo   | Nombre                                | Partido |
| --------- | ------------------------------------- | ------- |
| 1979-1983 | José Ferrer Pascual                   | UCD     |
| 1983-1987 | Juan Moreno Luque José Ferrer Pascual | UCD     |
| 1987-1991 | Julia Luque Vega                      | PDP     |
| 1991-1995 | Francisco Camacho Pascual             | PSOE-A  |
| 1995-1999 | Francisco Camacho Pascual             | PSOE-A  |
| 1999-2003 | Antonio Benítez Barroso               | PSOE-A  |
| 2003-2007 | Antonio Benítez Barroso               | PSOE-A  |
| 2007-2011 | Antonio Benítez Barroso               | PSOE-A  |
| 2011-2015 | Antonio Benítez Barroso               | PSOE-A  |
| 2015-2019 | Daniel Benítez Zamora                 | PSOE-A  |

## Patrimonio
- Abrigos del Vilo, declarados bien de interés cultural.

## Fiestas
- 29 de septiembre: Santo Cristo de Cabrilla y San Miguel
- En el primer fin de semana de agosto se celebra la fiesta del Gazpacho.
- (15 de mayo): San Isidro
- (25 de abril): San Marcos

## Gastronomía
Los típicos platos andaluces son el morrete de setas, las migas y la sopa de cachorreñas,también hay un bar saliendo del pueblo que tiene todo tipo de comida típica en Alfarnatejo.

## Lugares de interés

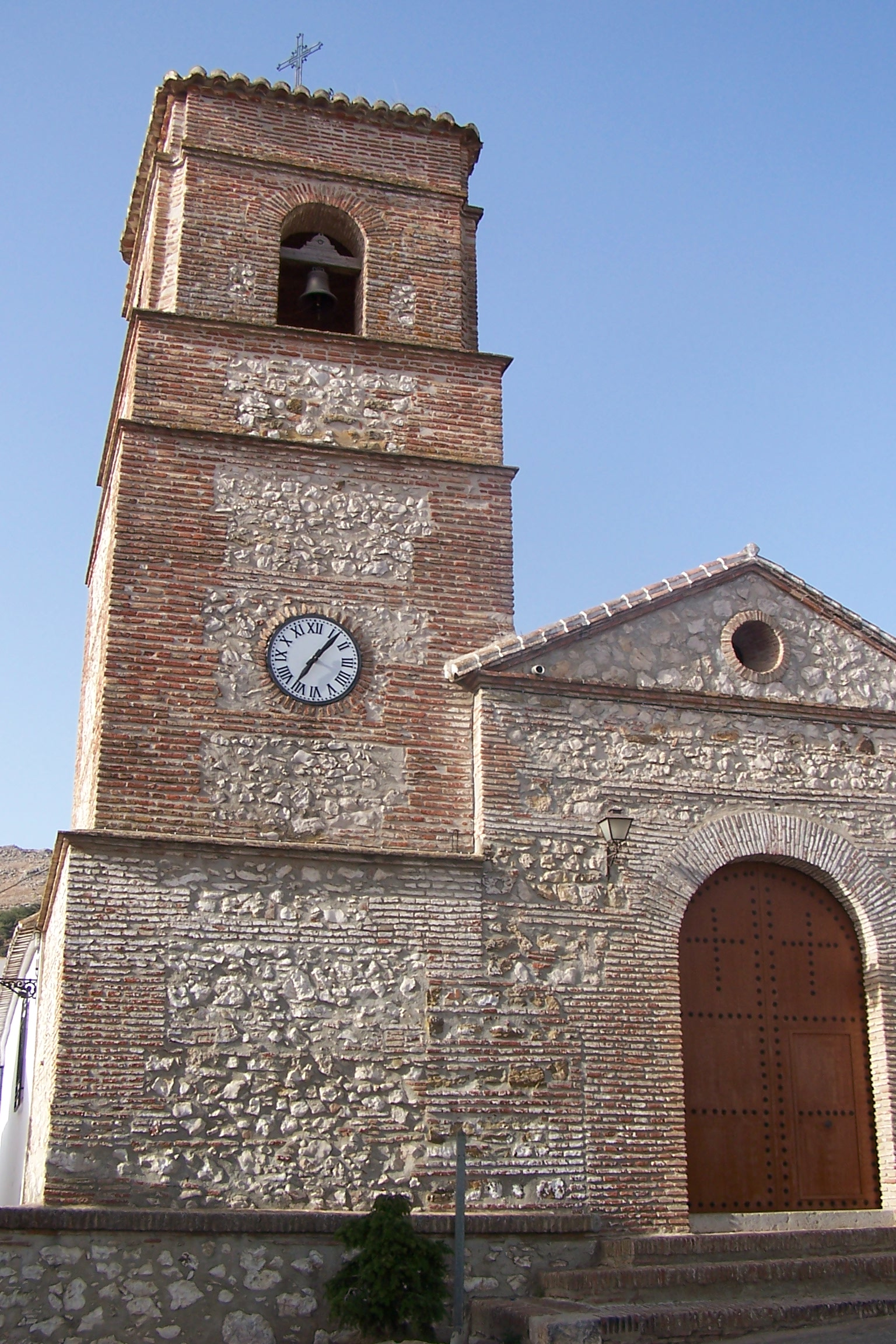
Iglesia del Santo Cristo de Cabrilla.

En la parte más alta del pueblo podemos hallar el edificio más notable de la Villa, La iglesia del Santo Cristo de Cabrilla, que es una reconstrucción de la segunda mitad del siglo XVIII.
Está compuesta de una nave principal que destaca por su anchura con techo plano. Tiene anexa en su lado izquierdo  otra nave más pequeña, ambas se encuentran separadas por pilastras formando arco de medio punto. El techo de la nave principal está realizada por una armadura de vigas de madera, mientras que la nave lateral se remata con una armadura de vigas inclinadas.
En la entrada de la iglesia en su lado izquierdo nos encontramos la pila del baptisterio y a continuación la Torre Campanario, de forma cuadrangular con cuerpo de campanas compuesto de cuatro arcos, tres de ellos con campanas. La fachada y la torre de la Iglesia están realizadas en fábrica de ladrillo visto y mampostería.